# Aleksandra Akimova
Aleksandra Akimova (rusko Александра Фёдоровна Акимова), ruska pilotka, * 5. maj 1922, Skopinski, † 29. december 2012, Moskva.
Akimova je bila med drugo svetovno vojno navigatorica v bombniku 46. polka sovjetskih letalskih sil. Leta 1994 je kot ena redkih žensk dobila naziv heroj Ruske federacije.

## Kariera
Rojena je bila v kmački družini, po srednji šoli pa se je vpisala na pedagoški inštitut v Moskvi. Po nemški invaziji na Sovjetsko zvezo se je leta 1941, kot prostovoljka, ponudila za služenje v sovjetski armadi. Njena vloga je bila sprva zavrnjena, namesto aktivne službe pa so jo poslali v Možjansk, kjer je sodelovala pri izgradnji obrambnih položajev.
Oktobra 1941 se ji je ponudila priložnost v letalstvu. Opravila je tečaj za navigatorja na Engelsovi vojaški letalski šoli v Saratovu. Po opravljenem tečaju je bila februarja 1942 dodeljena v 588. letalski polk kot navigatorka v nočnem bombniku. Maja 1942 je bil polk premeščen na frontno linijo. Sprva je opravljala naloge mehanika in naloge oboroževanja letal. Priložnost aktivne letalske službe je dobila februarja 1943, ko se je ustanovil nov nočno-bombniški polk. Po kratkem osvežitvenem tečaju je aprila 1943 dobila mesto v nočnem bombniku kot najmlajši navigator v polku. Kljub neizkušenosti je hitro osvajala znanje in že oktobra postala glavna navigatorka eskadrona. Poleg tega je sodelovala pri učenju sedmih novih navigatorjev. Do konca vojne je opravila 680 bojnih nalog v dvokrilnem letalu Polikarpov Po-2. Maja 1945 je bila predlagana za odlikovanje heroj Sovjetske zveze, ki pa ga ni prejela. Namesto tega je prejela odlikovanje Red Lenina.
Oktobra 1945 je bila demobilizirana. Vrnila se je v Moskvo, kjer je nadaljevala s študijem na pedagoškem inštitutu, Leta 1952 je začela poučevati na letalskem inštitutu v Moskvi, kjer je ostala do upokojitve leta 1992. 
Leta 1994 je kot ena redkih žensk postala herojinja Ruske federacije.